# Síndrome crepuscular
El síndrome crepuscular (también, síndrome del ocaso, sundowning, síndrome vespertino, empeoramiento al anochecer) hace referencia a un conjunto de síntomas que aparecen en las últimas horas de la tarde o en la noche en las personas que tienen enfermedad de Alzheimer u otras demencias (véase demencia senil). Las variadas manifestaciones incluyen insomnio, inquietud, alucinaciones, agitación, confusión, pensamiento desorganizado y ansiedad. Se presenta con mayor frecuencia en individuos con deterioro cognitivo, pacientes con demencia o personas mayores institucionalizadas. No se conocen las causas del síndrome, aunque factores como la fatiga o la falta de luz pueden agravarlo. Por tanto, en esta clase de pacientes se recomienda la disminución del consumo de café, el aumento de la exposición a la luz, la práctica de ejercicio moderado al atardecer y procurar que sientan comodidad y un ambiente familiar al irse a dormir.
A su vez, puede ser causa de la institucionalización de la persona, por lo complicado del manejo de los síntomas. En este sentido, se han utilizado múltiples tratamientos para el síndrome, como la exposición a la luz, el uso de melatonina, inhibidores de la acetilcolinesterasa y antipsicóticos, así como cambios en el entorno y el comportamiento, como la musicoterapia y la educación para los cuidadores.

## Antedecentes históricos
Donald Ewen Cameron, psiquiatra escocés-estadounidense, lo describió en 1941 como un "delirio nocturno" o un "delirio y agitación durante la primera hora de oscuridad".